# Méounes-lès-Montrieux
 Méounes-lès-Montrieux  es una población y comuna francesa, que se encuentra en la región de Provenza-Alpes-Costa Azul, departamento de Var, en el distrito de Brignoles y cantón de La Roquebrussanne.

## Demografía
| 550 | 585 | 632 | 928 | 1010 | 1246 |
| Para los censos de 1962 a 1999 la población legal corresponde a la población sin duplicidades (Fuente: INSEE [Consultar]) |     |     |     |      |      |